# NCSM Rainbow (1891)
Pour les autres navires du même nom, voir NCSM Rainbow et HMS Rainbow.
Le NCSM Rainbow est un croiseur protégé de la classe Apollo qui servit dans la Royal Navy puis dans la marine royale canadienne. Avec le NCSM Niobe, il s'agit de l'un des deux premiers navires de combat de l'histoire militaire canadienne.

## Royal Navy
Le HMS Rainbow fut construit pour la Royal Navy par Palmers Shipbuilding and Iron Company, basé à Hebburn en Angleterre. Il a été lancé le 25 mars 1891 et entra en service en 1893, effectuant son service de 1895 à 1898 à Hong Kong et de 1898 à 1899 à Malte. Le coût d'exploitation du Rainbow étant élevé, son utilisation fut réduite de 1900 à 1909 et ses rares missions se limitèrent aux eaux territoriales anglaises. À cette période, le budget de la flotte subit une forte réduction et les modernisations ne furent que minimes. Le Rainbow servit comme navire d'entraînement. Finalement, il ne servit plus du tout de 1907 à 1909. Au début de l'année 1909, l'amirauté décida son retrait du service actif.
Officiers commandants :
- Commander J.D.D. Stewart 4 août 1910 - 23 juin 1911
- Commander W. Hose 24 juin 1911 - 30 avril 1917

## Marine royale canadienne
Le Canada acquit le navire en 1910, au prix de 243 000 dollars, et fut rebaptisé NCSM Rainbow. Avec le NCSM Niobe, il devint l'un des deux premiers navires de la marine royale canadienne, achetés à l'amirauté britannique. Le Rainbow entra en service le 4 mai 1910. Ses premières missions étaient l'entraînement, les visites officielles et les patrouilles de surveillance de pêche. Sa base était située à Esquimalt en Colombie-Britannique. En 1916 et au début de 1917, le Rainbow fut utilisé pour transporter cent quarante millions de dollars en lingots d'or russe d'Esquimalt à Vancouver. Le Canada avait alors été choisi comme dépositaire de confiance afin de mettre cette somme en sécurité.
La marine royale canadienne estimait que le coût d'exploitation du navire était trop élevé pour le budget des opérations navales de la côte ouest. En conséquence, le Rainbow fut désactivé en 1917. Avec le déclenchement de la Première Guerre mondiale et la participation canadienne à ce conflit, le navire reprit du service en juillet 1917 comme transporteur. Ce deuxième service se poursuivit jusqu'en 1920, le Rainbow patrouillant sur la côte ouest pendant la Première Guerre mondiale et servant de navire-école pour la première génération de recrues de la marine canadienne.
Officiers commandants :
- capitaine de frégate H.E. Holme 1er mai 1917 - 8 mai 1917
- capitaine de corvette J.H. Knight 1er juillet 1917 - 21 août 1917
- capitaine de frégate J.T. Shenton 22 août 1917 - 12 mai 1918
- Lieutenant de vaisseau Y. Birley 13 mai 1918 - 14 octobre 1919
- Capitaine de marine[2] E.H. Martin, CMG, 15 octobre 1919 - 1er juin 1920

## Après le service
Après avoir été désactivé et désarmé en 1920, le Rainbow fut vendu comme cargo à Seattle et, plus tard, vendu à la ferraille.
Le nom du navire fut réutilisé pour un sous-marin de la classe Tench, anciennement sous pavillon américain (USS Argonaut (SS-475)), et qui servit de 1968 à 1974.